# Pavla Urbášková
Pavla Urbášková (* 24. listopadu 1943 Ostrava) je česká mikrobioložka, zabývající se především problematikou bakteriální rezistence k antimikrobním látkám.

## Dětství a mládí
Dětství a mládí strávila Pavla Urbášková v Ostravě, nejprve v Mariánských Horách, po roce 1957 v Ostravě Porubě.

## Vzdělání a profesní dráha
Po absolvování gymnázia (maturita 1960) vystudovala Přírodovědeckou fakultu Univerzity J. E. Purkyně v Brně (dnes Masarykova univerzita). V roce 1976 získala na Masarykově univerzitě doktorát přírodních věd (RNDr.) a v roce 1984 složila Specializační zkoušku v Institutu postgraduálního vzdělávání v Praze. Titul kandidáta biologických věd (CSc.) obhájila v roce 1989 v Mikrobiologickém ústavu ČSAV.
Své první pracovní zkušenosti získala v antibiotickém středisku na Oddělení mikrobiologie KHS v Ostravě. V roce 1986 přešla do Centra epidemiologie a mikrobiologie Státního zdravotního ústavu (tehdy Institutu hygieny a epidemiologie) v Praze, kde působila jako dlouholetá vedoucí Národní referenční laboratoře pro antibiotika. V této instituci setrvala i dlouho po dosažení důchodového věku.
V letech 1991–2004 vyučovala jako odborná asistentka lékařskou mikrobiologii na 3. lékařské fakultě UK. Dlouhodobě se věnovala specializačnímu vzdělání v rámci Katedry mikrobiologie Institutu postgraduálního vzdělávání ve zdravotnictví. Za své více než dvacetileté působení ovlivnila celou generaci klinických mikrobiologů.

## Specializace
Pavla Urbášková se celoživotně věnovala problematice antimikrobiální rezistence. Koordinovala Národní antibiotický program, pracovala v Poradním sboru pro bakteriologii SZÚ. Byla výraznou členkou Subkomise pro antibiotickou politiku ČLS JEP a Poradní skupiny pro antiinfektiva SÚKL.
Ze své funkce vedoucí NRL pro antibiotika se zásadním způsobem zasadila o standardizaci vyšetřování citlivosti bakterií k antimikrobním látkám. Úzce spolupracovala s European Committee on Antibiotic Susceptibility Testing (EUCAST), celoevropskou institucí, která vydává doporučení jak spolehlivě  testovat citlivost k antimikrobním látkám. Její překlady dokumentů EUCAST zpřístupnily tuto metodiku pro široké využití v rutinní lékařské mikrobiologii.
Iniciovala zapojení České republiky do projektu EARSS – European Antimicrobial Resistance Surveillance System, nyní EARS-Net, v rámci kterého se na celoevropské úrovni sleduje rezistence invazivních kmenů významných bakteriálních atogenů.

## Ocenění
V roce 2011 byla jmenována čestnou členkou společnosti epidemiologie a mikrobiologie, V roce 2013 jí Československá společnost mikrobiologická udělila své nejvyšší vyznamenání, Patočkovu medaili. V roce 2013 obdržela i Čestnou medaili České lékařské společnosti za celoživotní dílo v oblasti mikrobiologie. V roce 2023 jí byla na návrh Společnosti pro epidemiologii a mikrobiologii uděleno jedno z nejvyšších vyznamenání, Zlatá pamětní medaile ČLS JEP.

## Publikační činnost
Je autorkou nebo spoluautorkou řady článků v odborných časopisech a knih, mimo jiné Antibiotická politika a prevence infekcí v nemocnici (Jindrák a kol., 2014, Mladá fronta, ISBN 978-80-204-2815-8) a Obecná a klinická mikrobiologie (Kolářová a kol., 2020, Galén, ISBN 978-80-7492-477-4).